# Teju Cole
Teju Cole (Kalamazoo, Michigan, Verenigde Staten van Amerika, 27 juni 1975) is een Nigeriaans-Amerikaans schrijver en kunsthistoricus. Cole verwierf bekendheid door zijn roman Open Stad.

## Biografie
Cole is geboren als oudste van vier kinderen. Zijn moeder was docent Frans en zijn vader had gestudeerd aan Western Michigan University. Kort na zijn geboorte keerde het gezin terug naar Lagos in Nigeria, alwaar hij opgroeide. Na het afronden van de highschool in Lagos vervolgde hij zijn opleiding in Kalamazoo aan het Kalamazoo College, waar hij een bachelor behaalde in kunstgeschiedenis. Hij deed geneeskunde-onderzoek aan de University of Michigan en studeerde ook enige tijd celbiologie aan de Harvard Medical School in Boston. Vervolgens volgde hij een studie over de geschiedenis van Afrikaanse kunst aan de School of Oriental and African Studies van de Universiteit van Londen, waarna hij begon aan een promotie-traject (PhD) in de kunstgeschiedenis aan de Columbia-universiteit. Hij schreef zijn eerste twee boeken in die periode, terwijl hij bezig was met zijn proefschrift.

## Eerbetoon
- "Teju Cole is among the most gifted writers of his generation." omschrijving van Salman Rushdie.[6]
- 2012 - National Book Critics Circle Award voor Open City[7]
- 2012 - PEN Award van de Hemingway Foundation voor Open City[8]
- 2011 - Time magazine's "Best Books of the Year" voor Open City
- 2013 - Internationaler Literaturpreis – Haus der Kulturen der Welt voor de Duitse vertaling van Open City
- 2015 - Windham–Campbell Literature Prize[9]

## Publicaties (in Nederlandse vertaling)
Cole schreef meer dan 40 essays en daarnaast ook enkele boeken. In Nederlandse vertaling verschenen:
- Teju Cole: Vertrouwde en vreemde dingen. [Essays]. Vert. door Ton Heuvelmans et al. Amsterdam, De Bezige Bij, 2016. ISBN 978-90-234-1487-2
- V.S. Naipaul: Een huis voor meneer Biswas. Met een inleiding van Teju Cole. 5e dr. Amsterdam, L.J. Veen Klassiek, 2016. ISBN 978-90-204-1502-5
- Teju Cole: Elke dag is voor de dief. Vert. door Paul van der Lecq. Amsterdam, De Bezige Bij, 2014. ISBN 978-90-234-8643-5
- Teju Cole: Open stad. Vert. door Paul van der Lecq. Amsterdam, De Bezige Bij, 2012. ISBN 978-90-234-6798-4

- Bibsys: 11068580
- Bibliothèque nationale de France: cb16571752q (data)
- Catàleg d'autoritats de noms i títols de Catalunya: 981058516820206706
- CiNii: DA18826394
- Gemeinsame Normdatei: 1015710166
- International Standard Name Identifier: 0000 0000 7746 0567
- Library of Congress Control Number: n2010014999
- Bibliotheek van het Japanse parlement: 001268139
- Nationale Bibliotheek van Israël: 987007325258805171
- Nationale en Universitaire bibliotheek Zagreb: 000780643
- Nederlandse Thesaurus van Auteursnamen: 336576749
- Réseau des bibliothèques de Suisse occidentale: 02-A021996717
- Istituto Centrale per il Catalogo Unico: UTOV511296
- Système universitaire de documentation: 157797902
- Union List of Artist Names: 500782033
- Virtual International Authority File: 107942831
- WorldCat: E39PBJwRXDfmXpY7jfDqHMg3Qq